# Az ablak mellett
Az Ablak mellett Sztevanovity Zorán tizedik, 1999. október 18-án megjelent nagylemeze.

## A lemez
A felvételek a Tom-Tom Stúdióban készültek 1999-ben Presser Gábor, Sipeki Zoltán és Zorán zenei rendezésében.

## Közreműködők
Kiss István – hangmérnök
Presser Gábor – hangszerelés, zongora, billentyűs hangszerek, harmonika, szájharmonika, ütőhangszerek és vokál
Sipeki Zoltán – akusztikus és elektromos gitárok, mandolin
Horváth Kornél – ütőhangszerek
Borlai Gergő – dob
Lattmann Béla – basszusgitár (A színfalak mögött, A hídon)
Lantos Zoltán – hegedű (Világország, Mikor valóra vált az álmunk, A színfalak mögött, A hídon)
Csepregi Gyula – szaxofon (Az ablak mellett)
Péter János – fuvola, whistle (Világország, A színfalak mögött)
Magyar Hajnalka, Nádasi Veronika, Korom Attila – vokál

## Dalok
Az összes dalt Presser Gábor írta, a szövegíró pedig Sztevanovity Dusán volt.
1. A színfalak mögött – 4:06
2. Ha hinnél valamiben – 2:45
3. Világország – 4:39
4. Úgy volt – 3:56
5. Az ablak mellett – 4:22
6. Az első dal – 4:19
7. Valami más – 3:33
8. Mikor valóra vált az álmunk – 4:36
9. Szerenád – 3:13
10. Virtuális Föld – 3:06
11. A hídon – 5:04

Teljes játékidő: 43:44